# Brachycerasphora monocerotum
Brachycerasphora monocerotum är en spindelart som beskrevs av Denis 1962. Brachycerasphora monocerotum ingår i släktet Brachycerasphora och familjen täckvävarspindlar.
Artens utbredningsområde är Libya. Inga underarter finns listade.